# Sirochloa
Sirochloa is een geslacht uit de grassenfamilie (Poaceae).  Het geslacht telt een soort die voorkomt op Madagaskar.

## Soorten
- Sirochloa parvifolia (Munro) S.Dransf.